# Festival international du film fantastique de Neuchâtel 2008
 (août 2023).
Si vous disposez d'ouvrages ou d'articles de référence ou si vous connaissez des sites web de qualité traitant du thème abordé ici, merci de compléter l'article en donnant les références utiles à sa vérifiabilité et en les liant à la section « Notes et références ».
Le Festival international du film fantastique de Neuchâtel 2008 s'est déroulé du mardi 1er au dimanche 6 juillet. L'invité d'honneur de cette édition était le réalisateur japonais Hideo Nakata. Cette année, le festival a accueilli environ 20 000 spectateurs.
Lieux : Apollo 1, Apollo 2, Apollo 3, Théâtre du Passage, Open-Air

## Jurys et invités

### Le jury international
- Joe Dante réalisateur ( États-Unis)
- Xavier Gens réalisateur, scénariste ( France)
- Jens Lien réalisateur ( Norvège)
- Lucius Shepard écrivain ( États-Unis)

### Jury Méliès d’argent
Veronika Grob charge de programmation TV SF ( Suisse), Max Ruedlinger acteur ( Suisse), Annette Scharnberg, journaliste ( Suisse)

### Jury du concours du meilleur court métrage fantastique suisse
Denis Rabaglia réalisateur ( Suisse), Izabella Rieben réalisatrice et chargée des acquisitions animation à la TSR ( Suisse), François Junod automatier-sculpteur ( Suisse)

### Jury du concours actual fears concours de vidéos d’art «fantastiques» suisses
Raffael Dörig historie de l’art et curateur, Geneviève Loup historienne de l’art et professeure à l’ECAV, Frédéric Fisher artiste

### Invités d'honneur
Hideo Nakata réalisateur ( Japon)

### Autres invités
Isidro Ortiz réalisateur ( Espagne), George Romero réalisateur ( États-Unis)Paul Andrew Williams réalisateur ( Royaume-Uni)

## Sélection

### Longs métrages

#### International competition
- Astrópía (Astrópía, 2007) de Gunnar B. Guðmundsson (is) ( Finlande)
- Bienvenue au cottage (The Cottage, 2008) de Paul Andrew Williams ( Royaume-Uni)
- Dance of the Dead (2008) de Gregg Bishop (en) ( États-Unis)
- The Devil's Game (Deo ge-im, 2008) de In-ho Yun ( Corée du Sud)
- Chronique des morts-vivants (2007) de George A. Romero
- Manhunt (Rovdyr, 2008) de Patrik Syversen ( Norvège)
- Morse (Låt den rätte komma in, 2008) de Tomas Alfredson  Suède)
- Shadows (Senki, 2007) de Milcho Manchevski ( Macédoine)
- Shiver (Eskalofrío, 2008) de Isidro Ortiz ( Espagne)
- Sleep Dealer (2008) de Alex Rivera ( États-Unis)
- Sukiyaki Western Django (2007) de Takashi Miike ( Japon)
- Tokyo! (2008) de Bong Joon-ho, Leos Carax, Michel Gondry ( France,  Japon,  Allemagne et  Corée du Sud)

#### New cinema from Asia
- 13 jeux de mort (13 game sayawng, 2006) de Chukiat Sakveerakul ( Thaïlande)
- Adrift in Tokyo (Tenten, 2007) de Satoshi Miki ( Japon)
- CJ7 (Cheung gong 7 hou, 2008) de Stephen Chow ( Hong Kong)
- Kala Dead Time (Dead Time: Kala, 2007) de Joko Anwar ( Indonésie)
- Kingdom of War (Jiang shan mei ren, 2008) de Ching Siu-tung ( Hong Kong)
- Om Shanti Om (2007) de Farah Khan ( Inde)
- Sick Nurses (Suay Laak Sai, 2007) de Piraphan Laoyont, Thodsapol Siriwiwat ( Thaïlande)
- Sparrow (Man jeuk, 2008) de Johnny To ( Japon)
- Zombie From Banana Village (Zombi kampung pisang, 2007) de Mamat Khalid ( Malaisie)

#### Cérémonies
- L: Change the World (2008) de Hideo Nakata ( Japon)
- The Substitute (Vikaren, 2007) de Ole Bornedal ( Danemark)

#### Open Air
- Les Cendres du temps (Dung che sai duk, 1994) de Wong Kar-wai ( Hong Kong)
- Blade Runner (1982) de Ridley Scott ( États-Unis)
- Chasseurs de dragons (2008) de Arthur Qwak, Guillaume Ivernel ( France)
- Doomsday (2008) de Neil Marshall ( Royaume-Uni)
- The Eye (2008) de David Moreau, Xavier Palud  ( États-Unis)
- Max la Menace (Get Smart, 2008) de Peter Segal ( États-Unis)

#### Special Screenings
- Animago Award de Multiples
- Visual Futurist: The Art & Life of Syd Mead de Joaquin Montalvan ( États-Unis)
- La mécanique des anges de Alain Margot ( Suisse)
- Le 3ème clou de Didier Varrin ( Suisse)

#### Spain: Land of Fright
- Rec (2007) de Francisco Plaza, Jaume Balaguero ( Espagne)
- Nocturna (2007) de Adrià García ( Espagne)
- Les Proies (El rey de la montaña, 2007) de Gonzalo López-Gallego ( Espagne)
- Timecrimes (Los cronocrímenes, 2007) de Nacho Vigalondo ( Espagne)

#### Retro Italian Horror and Thrillers
- L'Adorable Corps de Deborah (Il dolce corpo di Deborah, 1968) de Romolo Guerrieri ( Italie)
- L'Antéchrist (L'anticristo, 1974) de Alberto De Martino ( Italie)
- Antropophagus (1980) de Joe D'Amato ( Italie)
- Cannibal Holocaust (1980) de Ruggero Deodato ( Italie)
- La Clinique sanglante (La bestia uccide a sangue freddo, 1971) de Fernando Di Leo ( Italie)
- Démons 2 (Dèmoni 2... l'incubo ritorna, 1986) de Lamberto Bava ( Italie)
- L'Effroyable Secret du docteur Hichcock (L'orribile segreto del Dr. Hichcock, 1962) de Riccardo Freda ( Italie)
- L'Enfer des zombies (Zombi 2, 1979) de Lucio Fulci ( Italie)
- Frissons d'horreur (Macchie solari, 1975) de Armando Crispino ( Italie)
- La lupa mannara (1976) de Rino Di Silvestro ( Italie)
- Mais... qu'avez vous fait à Solange ? (Cosa avete fatto a Solange?, 1972) de Massimo Dallamano ( Italie)
- La Maison aux fenêtres qui rient (La casa dalle finestre che ridono, 1976) de Pupi Avati
- Paranoia (Orgasmo, 1969) de Umberto Lenzi ( Italie)
- Il profumo della signora in nero (l profumo della signora in nero, 1974) de Francesco Barilli ( Italie)
- La Petite Sœur du diable (Suor Omicidi, 1979) de Giulio Berruti ( Italie)
- La Planète des vampires (Terrore nello spazio, 1965) de Mario Bava ( Italie)
- Torso (I corpi presentano tracce di violenza carnale, 1973) de Sergio Martino ( Italie)
- Les Vierges de la pleine lune (Il plenilunio delle vergini, 1973) de Luigi Batzella ( Italie)

#### Homage to Nobuo Nakagawa
- Black Cat Mansion (Bôrei kaibyô yashiki, 1958) de Nobuo Nakagawa ( Japon)
- The Ghost of Yotsuya (Tôkaidô Yotsuya kaidan, 1959) de Nobuo Nakagawa ( Japon)
- L'Enfer (Jigoku, 1960) de Nobuo Nakagawa ( Japon)
- The Lady Vampire (Onna kyûketsuki, 1959) de Nobuo Nakagawa ( Japon)
- Wicked Woman Odon Takahash (Dokufu Takahashi Oden, 1958) de Nobuo Nakagawa ( Japon)

#### Jess Franco
- Blue Rita (Das Frauenhaus, 1977) de Jess Franco ( Allemagne)
- Downtown - Die nackten Puppen der Unterwelt (1975) de Jess Franco ( Suisse)
- Jack l'éventreur (Jack the Ripper, 1976) de Jess Franco ( Suisse), ( Allemagne)

### Courts-métrages

#### Swiss Shorts
Sélection non détaillée

#### European Shorts
Sélection non détaillée

## Palmarès
| Prix                                                                      | Attribué à                                        | Pays                                     |
| ------------------------------------------------------------------------- | ------------------------------------------------- | ---------------------------------------- |
| Prix H. R. Giger Narcisse du meilleur film                                | Sleep Dealer de Alex Rivera                       | États-Unis                               |
| Prix RTS du public                                                        | CJ7 de Stephen Chow                               | Hong Kong                                |
| Mention spéciale du Jury International                                    | Tokyo! de Bong Joon-ho, Leos Carax, Michel Gondry | France, Japon, Allemagne et Corée du Sud |
| Mention spéciale du Jury International                                    | Morse (Låt den rätte komma in) de Tomas Alfredson | Suède                                    |
| Prix de la Jeunesse Denis-de-Rougemont                                    | Morse (Låt den rätte komma in) de Tomas Alfredson | Suède                                    |
| SSA/Suissimage Prix H. R. Giger Narcisse du meilleur court métrage suisse | Vincent, le Magnifique de Pascal Forney           | Suisse                                   |
| Méliès d'argent du meilleur long métrage européen                         | Morse (Låt den rätte komma in) de Tomas Alfredson | Suède                                    |
| Nomination pour le Méliès d'Or du meilleur court métrage européen         | Scary de Martijn Hullegie                         | Pays-Bas                                 |
| Prix Mad Movies du meilleur film Asiatique                                | Om Shanti Om de Farah Khan                        | Inde                                     |
| Prix Titra Film                                                           | Tokyo! de Bong Joon-ho, Leos Carax, Michel Gondry | France, Japon, Allemagne et Corée du Sud |